# Laprade (Charente)
Laprade – miejscowość i gmina we Francji, w regionie Nowa Akwitania, w departamencie Charente.
Według danych na rok 1990 gminę zamieszkiwało 207 osób, a gęstość zaludnienia wynosiła 20 osób/km² (wśród 1467 gmin regionu Poitou-Charentes Laprade plasuje się na 791. miejscu pod względem liczby ludności, natomiast pod względem powierzchni na miejscu 812.).